# Elachiptera agricola
Elachiptera agricola är en tvåvingeart som beskrevs av Beschovski och Krusteva 1998. Elachiptera agricola ingår i släktet Elachiptera och familjen fritflugor. Inga underarter finns listade i Catalogue of Life.